# CN Sabadell
A Club Natació Sabadell vagy röviden CN Sabadell katalán sportegyesület a Barcelonához közeli Sabadellből.

## Szakosztályok
A klub 2011-ben 13 szakosztályt működtetett, melyek közül főleg a vizes sportokban ért el kimagasló eredményeket.
- Asztalitenisz
- Atlétika
- Fallabda
- Frontó
- Futsal és kispályás labdarúgás
- Kosárlabda
- Pétanque
- Röplabda
- Tenisz
- Triatlon
- Szinkronúszás
- Úszás
- Vízilabda

### Vízilabda-szakosztály
A vízilabda-szakosztály férfi és női csapatokat egyaránt versenyeztet. A férfiak 3 Spanyol Kupa-győzelemmel (1998, 2005 és 2012) és 4 Spanyol Szuperkupa-győzelemmel (2002, 2005, 2012, 2020), a hölgyek pedig 17 spanyol bajnoki címmel (2000, 2001, 2002, 2004, 2005, 2007, 2008, 2009, 2011, 2012, 2013, 2014, 2015, 2016, 2017, 2018, 2019), 16 Spanyol Kupa-győzelemmel (2001, 2002, 2004, 2005, 2008, 2009, 2010, 2011, 2012, 2013, 2014, 2015, 2017, 2018, 2019, 2020) és 11 Spanyol Szuperkupa-győzelemmel (2009, 2010, 2011, 2012, 2013, 2014, 2015, 2016, 2017, 2018, 2020) büszkélkedhetnek, valamit 2011-ben, 2013-ban, 2014-ben, 2016-ban, 2019-ben és 2023-ban elhódították a legrangosabb női vízilabdakupát, a LEN-bajnokok kupáját is, míg 2015-ben a döntőben kaptak ki a görög Olimbiakósztól.

## Sikerek, díjak
- Női vízilabda:
  - Bajnokok Ligája-győztes: 6
    - 2011, 2013, 2014, 2016, 2019, 2023

  - LEN-szuperkupa-győztes: 5
    - 2013, 2014, 2016, 2023, 2024

  - Spanyol bajnok: 17
    - 2000, 2001, 2002, 2004, 2005, 2007, 2008, 2009, 2011, 2012, 2013, 2014, 2015, 2016, 2017, 2018, 2019

  - Spanyol Kupa-győztes: 16
    - 2001, 2002, 2004, 2005, 2008, 2009, 2010, 2011, 2012, 2013, 2014, 2015, 2017, 2018, 2019, 2020

  - Spanyol Szuperkupa-győztes: 11
    - 2009, 2010, 2011, 2012, 2013, 2014, 2015, 2016, 2017, 2018, 2020
- Férfi vízilabda:
  - LEN-Európa-kupa-győztes: 1
    - 2022

  - Spanyol Kupa-győztes: 3
    - 1998, 2005, 2012

  - Spanyol Szuperkupa-győztes: 4
    - 2002, 2005, 2012, 2020